# Yamsindé-Mossi
Ne doit pas être confondu avec Yamsindé-Yarcé.
Yamsindé-Mossi est une localité située dans le département de Kossouka de la province du Yatenga dans la région Nord au Burkina Faso.

## Santé et éducation
Le centre de soins le plus proche de Yamsindé-Mossi est le centre de santé et de promotion sociale (CSPS) de Kossouka tandis que le centre médical avec antenne chirurgicale (CMA) de la province se trouve à Séguénéga.